# Deutsche Thomas Mann-Gesellschaft

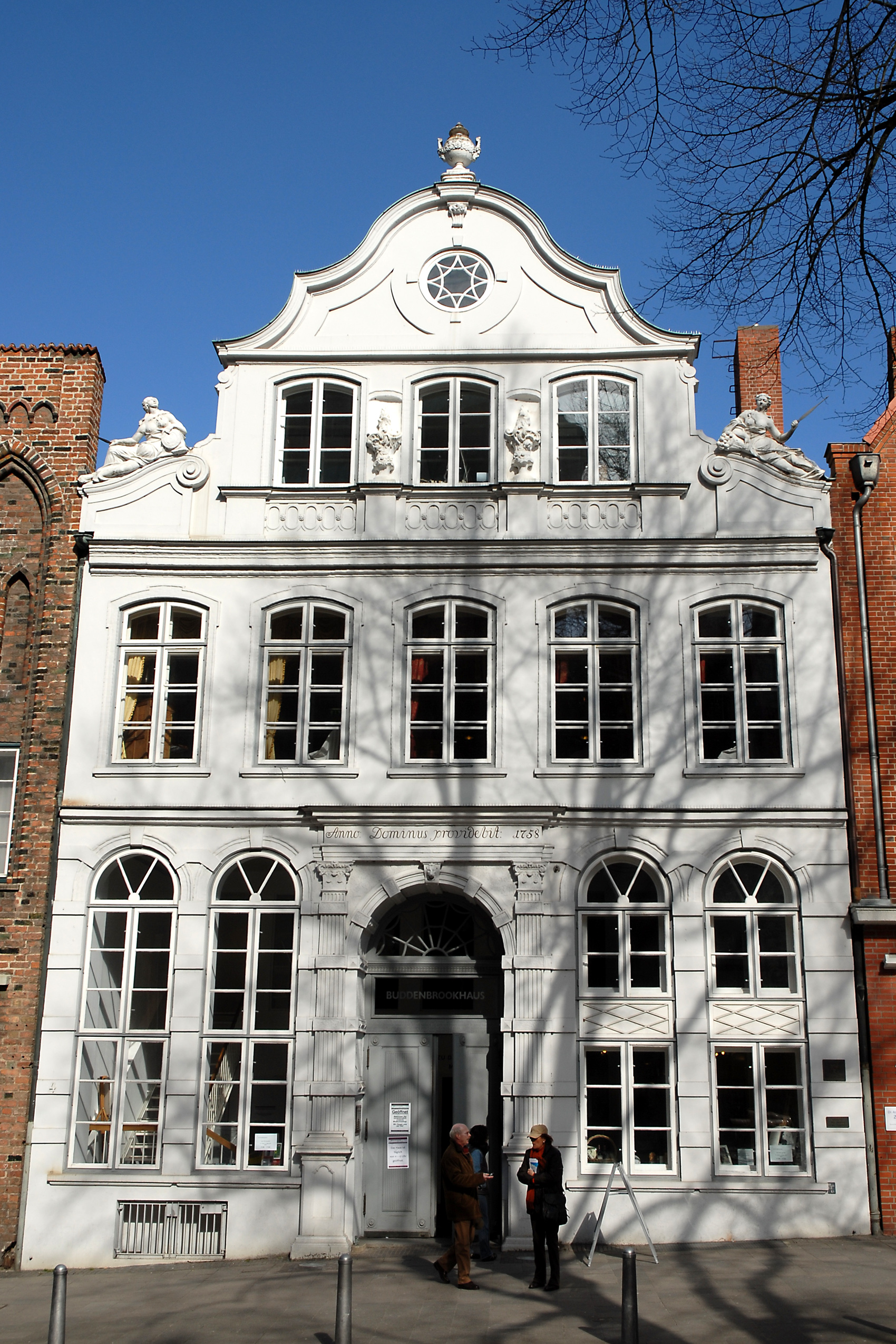
Buddenbrookhaus in der Lübecker Mengstraße

Die 1965 gegründete Deutsche Thomas Mann-Gesellschaft Sitz Lübeck e. V. ist eine deutsche Literarische Gesellschaft, die den wissenschaftlichen Austausch über Thomas Mann und sein Werk vertieft und den Dialog zwischen Wissenschaft und Leserschaft fördert.

## Geschichte
Die Deutsche Thomas Mann-Gesellschaft Sitz Lübeck e. V. wurde 1965 von Lübecker Bürgern und von Thomas-Mann-Freundinnen und -Freunden gegründet.  Ab den 1970er-Jahren öffnete sich die Deutsche Thomas-Mann-Gesellschaft der internationalen Wissenschaft und wurde infolgedessen zu einem bedeutenden Forum der Thomas-Mann-Forschung weltweit. Mit rund 1000 Vereinsmitgliedern gehört sie zu den größten literarischen Gesellschaften in Deutschland. Der erste Ortsverein der Deutschen Thomas Mann-Gesellschaft wurde 2008 in Bonn gegründet, 2012 folgte der Thomas Mann-Kreis Berlin und 2016 die Thomas Mann-Gesellschaft Hamburg.
Präsident ist seit 2005 Hans Wißkirchen, ehemals leitender Direktor der Lübecker Museen.
Die Gesellschaft hat ihre Geschäftsstelle im Lübecker Buddenbrookhaus in der Mengstraße 4.

## Aufgaben

### Jahrbuch
Die Deutsche Thomas Mann-Gesellschaft gibt gemeinsam mit der Thomas Mann-Gesellschaft Zürich das Thomas Mann Jahrbuch heraus, das im Verlag Vittorio Klostermann erscheint.

### Jahrestagung
Bei der Jahrestagung setzen sich Thomas-Mann-Forscherinnen und -Forscher sowie die interessierte Öffentlichkeit in Vorträgen und Diskussionen mit Schwerpunktthemen auseinander, so im Jahr 2018 zu „Die Brüder Mann und die Revolution 1918“ und im Jahr 2019 zu „Die Brüder Mann und der Film“. Im Jahr 2021 fand die Tagung „Das Exil als geistige Lebensform: Thomas Mann 1933-1955“ pandemiebedingt digital statt. Die Lübecker Thomas Mann-Tage 2022 widmeten sich dem Thema „Demokratie – ,eine innere Tatsache'?“, im September 2023 fand die Internationale Thomas Mann-Tagung unter dem Thema „Chaos und Neubeginn. Thomas Manns späte Erzählungen“ in Düsseldorf statt. 2024 stellten die zweiten Lübecker Thomas Mann-Tage das 100-jährige Jubiläum des Romans „Der Zauberberg“ in den Mittelpunkt. Die Internationale Thomas Mann-Tagung vom 5.–8. Juni 2025 widmet sich im Jubiläumsjahr dem Thema „150 Jahre Thomas Mann - Grenzgänge und Verwandlungen“.

### Thomas Mann-Förderpreis
Die Deutsche Thomas Mann-Gesellschaft unterstützt den akademischen Nachwuchs. Das Junge Forum Thomas Mann in der Gesellschaft setzt sich aus Literaturwissenschaftlern in allen Phasen der wissenschaftlichen Qualifikation, von Studienbeginn an bis zur Habilitation zusammen. Seit 2004 vergibt die Gesellschaft einen wissenschaftlichen Förderpreis für besondere Leistungen von Nachwuchswissenschaftlern. Bereits 2003 bekam die Gesellschaft für die Nachwuchsarbeit den Hartmut-Vogel-Preis für Literaturvermittlung der Arbeitsgemeinschaft Literarischer Gesellschaften und Gedenkstätten (ALG) verliehen.

#### Preisträger
- 2004 Malte Herwig
- 2005 Regine Zeller
- 2007 Philipp Gut
- 2010 Dorothea Kirschbaum
- 2012 Anna Kinder
- 2015 Hannah Rieger
- 2019 Aglaia Kister, besondere Erwähnung: Nicole M. Mueller

### Thomas Mann-Medaille
In unregelmäßigen Abständen verleiht die Gesellschaft die Thomas Mann-Medaille für außergewöhnliche Beiträge zur Thomas Mann-Forschung.

#### Preisträger
- 1993 Georg Potempa
- 1994 Hans-Rudolf Vaget
- 1995 Inge Jens
- 1997 Klaus W. Jonas
- 1998 Herbert Lehnert
- 2000 Hermann Kurzke
- 2009 Dirk Heißerer
- 2011 Ruprecht Wimmer
- 2014 Thomas Sprecher
- 2017 Luca Crescenzi
- 2023 Katrin Bedenig